# (9705) Drummen
(9705) Drummen is een planetoïde in de hoofdgordel tussen Mars en Jupiter. Ze is door Tom Gehrels vastgelegd met behulp van de Schmidttelescoop van het Palomar-observatorium en vervolgens ontdekt door Ingrid en Cornelis Johannes van Houten.
De planetoïde is vernoemd naar Mat Drummen, een Nederlandse publicist en voormalig directeur van Stichting De Koepel.